# 윤영식
윤영식(미상 ~ )은 조선민주주의인민공화국의 군인 겸 정치인이다. 조선로동당 중앙위원회 위원이다.

## 경력
조선 인민군 중장으로 인민군 제4군단 포병여단장을 거쳐 2015년 1월, 인민군 총참모부 포병국장에 임명되었다. 2016년 5월, 조선로동당 제7차 대회에서 조선로동당 중앙위원회 위원으로 선출되었다.